# 요쓰야촌 (아키타현)
요쓰야촌(四ツ屋村)은 아키타현 센보쿠군에 설치되었던 촌이다. 현재의 다이센시 중심부 북동쪽, 다자와코 선 하구요츠야 역 주변에 해당한다.

## 역사
- 1889년 4월 1일 - 정촌제 시행에 의해 4촌의 구역으로 성립하였다.
- 1954년 5월 3일 - 오마가리정·우치코토모촌·오카와니시네촌·후지키촌·하나다테촌과 합병해 오마가리시가 성립하였다. 동일 하나다테촌은 폐지되었다.
- 2005년 3월 31일 - 오마가리시는 가미오카 정·니시센보쿠 정·나카센 정·교와 정·난가이 촌·센보쿠 정·오타 정과 합병해 다이센시가 성립하였다.

## 교통

### 철도
- 일본국유철도
  - 다자와코 선

### 도로
- 아키타 자동차도
- 가쿠노타테 도보(현:국도 105호선)